# Manhunt (película)
Manhunt (en chino simplificado: 追捕; en chino tradicional; 追捕) es una película de acción y suspenso de 2017 dirigida y coescrita por John Woo. Producida por Gordon Chan y protagonizada por Zhang Hanyu, Masaharu Fukuyama, Qi Wei, Ha Ji-won y Jun Kunimura, el filme es una adaptación de la novela japonesa Kimi yo Funnu no Kawa o Watare de Juko Nishimura, la cual fue previamente adaptada en una película japonesa de 1976 con el mismo nombre. Woo decidió desarrollar una adaptación para conmemorar la obra del recientemente fallecido Ken Takakura, protagonista del primer filme e icono cultural en China.
La película fue rodada en Osaka y Kansai, Japón, y cuenta con un reparto de distintas nacionalidades y en diferentes idiomas. Woo la ha descrito como un regreso a su antiguo estilo de películas, mencionando específicamente a The Killer de 1989 como una fuerte referencia. La cinta se estrenó en el 74.º Festival Internacional de Cine de Venecia y se estrenó en China el 24 de noviembre de 2017. Vio su estreno a nivel internacional en la plataforma de streaming Netflix el 4 de mayo de 2018.

## Sinopsis

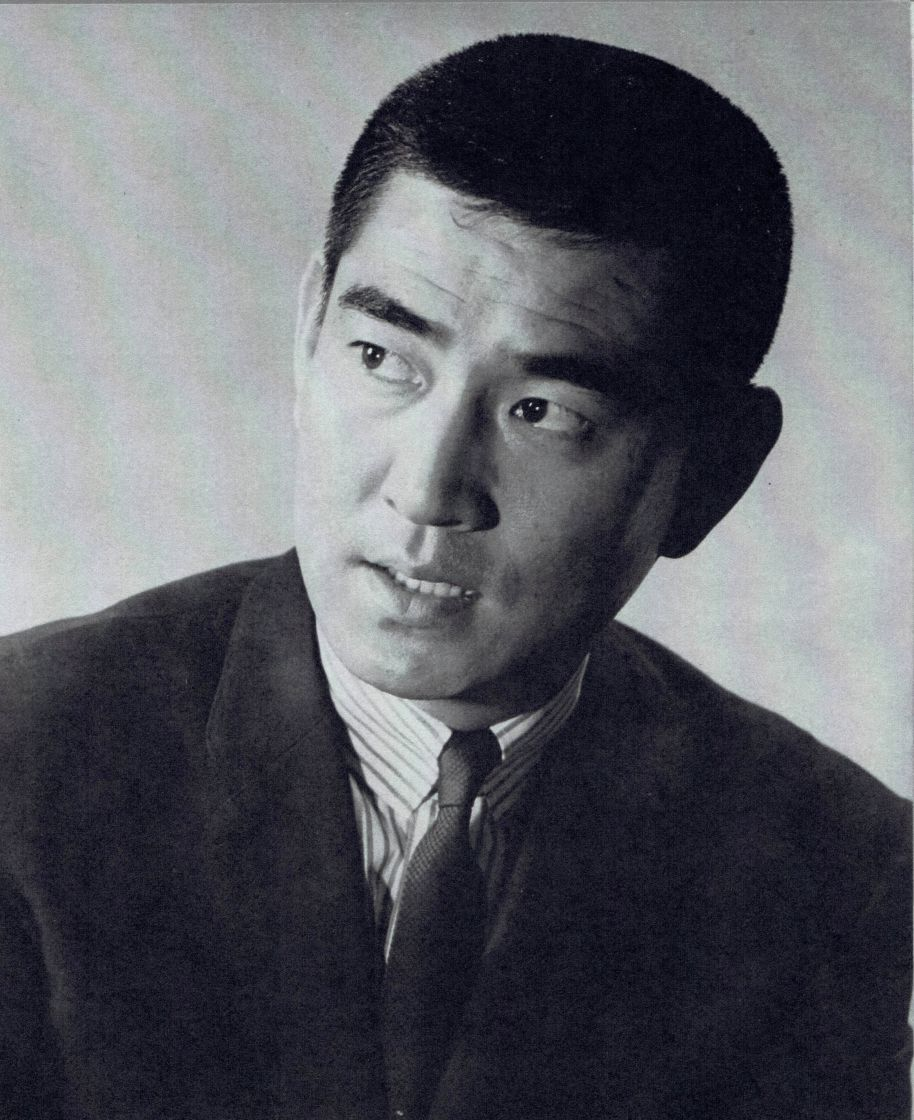
El director John Woo dirigió la película como un tributo al legendario actor japonés Ken Takakura (en la imagen)

Du Qiu es un abogado chino empleado por la empresa Tenjin Pharmaceuticals, con sede en Osaka, quien ha defendido con éxito a la compañía contra numerosas demandas de alto perfil. A punto de ser trasladado a los Estados Unidos por sus directivos, Qiu asiste a una fiesta en la que el presidente de Tenjin, Yoshihiro Sakai, nombra a su hijo, Hiroshi, como nuevo jefe de investigación y desarrollo. Qiu conoce brevemente a una mujer llamada Mayumi, pero pierde su rastro. Mientras tanto, Sakai le pide a una misteriosa mujer que seduzca a Qiu para que se quede en Japón. Ella baila con él en la fiesta y luego se escabulle a su casa antes de que él llegue. Al despertar, Qiu encuentra a la mujer muerta en su cama y llama a la policía, pero aunque intenta demostrar su inocencia, es llevado al cuartel como el principal sospechoso del asesinato.

## Reparto
- Zhang Hanyu es Du Qiu
- Masaharu Fukuyama es Satoshi Yamura
- Qi Wei es Mayumi Mounami
- Ha Ji-won es Rain
- Jun Kunimura es Yoshihiro Sakai
- Angeles Woo es Dawn
- Nanami Sakuraba es Rika Hyakuta
- Hiroyuki Ikeuchi es Hiroshi Sakai
- Tao Okamoto es Kiko Tanaka
- Yasuaki Kurata es Hideo Sakaguchi
- Naoto Takenaka es Mamoru Ito
- Kuniharu Tokunaga es Yuji Asano

## Recepción
En el sitio web especializado en reseñas Rotten Tomatoes, la película tiene un índice de aprobación del 69% basado en 27 críticas, y un promedio de 6.2 sobre 10. En Metacritic obtuvo una puntuación media de 68 sobre 100, basada en 14 críticas, indicando "reseñas generalmente favorables".
En su reseña, el diario Screen Daily declaró que la película "es una diversión montada con brío y belleza que muestra que Woo no ha perdido ni su mojo ni su sentido de la poesía", afirmando además que "Manhunt es una película de John Woo como las que él solía hacer antes de su período estadounidense, incluyendo producciones como Face/Off y Mission Impossible 2, y los recientes dípticos históricos asiáticos Red Cliff y The Crossing".
El semanario Variety describió a Manhunt como "poco convincente y poco elaborada", afirmando que el público que acude a Woo por las escenas de acción quedaría satisfecho, mientras que "para aquellos que buscan el mejor trabajo del director, como la brillante Hard Boiled o la trascendental y ridícula Face/Off, Manhunt será decepcionante". The Hollywood Reporter se refirió a la película como una "cadena de sofisticadas y emocionantes piezas, cuyos valores de producción son fastuosos y tienen la complejidad de un rompecabezas de Escher. La iluminación de Takuro Ishizaka le da incluso a las tontas escenas finales una apariencia visualmente excitante". En la misma reseña, la historia fue descrita como "ilógica" y se concluyó que la película "no va a pasar a la historia como la mejor producción de Woo". Peter Bradshaw del diario británico The Guardian le dio al filme cuatro estrellas de cinco posibles, elogiando las secuencias de acción como un punto culminante pero declarando que la historia es "un poco absurda", aunque puntualizando que la cinta "ofrece algo que no suele abundar: diversión".